# Márcio de Souza Gregório Júnior
Márcio de Souza Gregório Júnior oder kurz Marcinho (* 14. Mai 1986 in Volta Redonda) ist ein brasilianischer Fußballspieler.

## Karriere
Marcinho durchlief die Nachwuchsabteilung des Volta Redonda FCs und begann 2004 hier seine Profikarriere. Nach vier Jahren bei diesem Verein spielte er anschließend für die brasilianischen Vereine Brasiliense FC, EC Noroeste und Corinthians São Paulo, ehe er 201 mit seinem Wechsel zum südkoreanischen Verein Gyeongnam FC zum ersten Mal im Ausland spielte. Bereits im gleichen Jahr kehrte er nach Brasilien zurück und spielte hier der Reihe nach für diverse Vereine.
2012 versuchte er mit seinem Wechsel zum bulgarischen Verein ZSKA Sofia, zum zweiten Mal sein Glück im Ausland. Nach eineinhalb Spielzeiten zog er zum russischen Verein FK Ufa weiter.
Anschließend spielte er Zur Rückrunde der Saison 2016/17 wechselte er zum türkischen Erstligisten Gaziantepspor und spielte hier eine halbe Saison lang. Im August 2017 heuerte er beim NorthEast United FC in Indien an. Er beendete die Spielzeit 2017/18 mit seiner Mannschaft auf dem letzten Platz. Seit Mitte 2018 spielte er für Criciúma EC in der brasilianischen Série B.